# Critoniella
Critoniella é um género botânico pertencente à família Asteraceae.